# Buják
Buják je obec v severním Maďarsku, patří do župy Nógrád. Žije zde přibližně 1 900 obyvatel.

## Poloha obce

### Sousední obce
| Růžice kompasu | Herencsény Terény | Bokor     | Cserhátszentiván | Růžice kompasu |
| Růžice kompasu | Bér               | Sever     | Ecseg            | Růžice kompasu |
| Růžice kompasu | Bér               | Buják     | Ecseg            | Růžice kompasu |
| Růžice kompasu | Bér               | Jih       | Ecseg            | Růžice kompasu |
| Růžice kompasu | Szirák            | Kisbágyon | Csécse           | Růžice kompasu |